# Segunda División de fútbol sala
La Segunda Federación de fútbol sala (hasta 2011 llamada División de Plata) es la segunda categoría de fútbol sala español, ha sido organizada por la Liga Nacional de Fútbol Sala hasta la mitad de la temporada 2019-2020. A partir de la temporada 2020-21 es organizada por el Comité Profesionalizado de Fútbol Sala de la RFEF. Se encuentra por debajo de la Primera División (antes llamada División de Honor), máxima categoría española de este deporte, y se disputa desde 1993.

## Sistema de competición
Hasta la temporada 2019/2020 la Segunda División estaba compuesta por una liga única de 16 equipos, que se jugaba a ida y vuelta. Al término de la liga regular, el primer clasificado ascendía a Primera División. Por su parte, los equipos que finalizaban entre el segundo y quinto puesto jugaban un playoff a ida y vuelta, con tercer partido de desempate. Los equipos filiales no se tenían en cuenta para el ascenso ni el playoff. Por otro lado, los tres últimos clasificados descendían a Segunda División B. En el aspecto económico, los clubes debían abonar una inscripción de 120.000 euros.
A lo largo de su historia, la Segunda División de fútbol sala ha tenido distintas estructuras y desde su creación se establecieron tres grupos, donde los equipos se repartían en tercio noroeste de la península, tercio noreste y tercio sur. Así se mantuvo hasta la temporada 2007-2008, en la que ya sólo quedaron establecidos dos grupos (norte y sur) y en la temporada 2009-2010, fue la última en la que el campeonato contó con 30 participantes divididos en dos grupos según su situación geográfica. Sin embargo, los problemas económicos de muchas entidades obligaron a la LNFS a establecer unas condiciones económicas más estrictas, que redujeron el número de participantes.

### Temporada actual
Esta edición varía el sistema de competición debido a la situación sanitaria por la pandemia de COVID-19, que canceló los descensos de categoría. La categoría se divide en dos subgrupos en una primera fase, que darán lugar a otros dos para una segunda, tras la cual se disputará el playoff de ascenso a Primera División.

#### Primera fase
En la primera fase de la competición, los diecisiete equipos se dividen en dos subgrupos (A y B) por proximidad geográfica, de nueve y ocho equipos respectivamente. En cada subgrupo se disputa una liga regular a doble vuelta, de manera que cada equipo disputa 16 partidos en el subgrupo A y 14 partidos en el subgrupo B. Los puntos obtenidos por cada equipo se acumulan para la siguiente fase.
Los cuatro primeros clasificados del subgrupo A y B se clasificarán para la lucha por el ascenso a Primera División, mientras que los cinco últimos clasificados del subgrupo A y los cuatro últimos clasificados del subgrupo B lucharán en la segunda fase por la permanencia en la categoría.

#### Segunda fase
En la segunda fase de la competición se crean dos nuevos subgrupos, en los que se lucha por el ascenso a Primera División (subgrupo C) y por la permanencia (subgrupo D).
En el subgrupo C, los cuatro primeros clasificados de los subgrupos A y B se medirán a los otros cuatro equipos del subgrupo contrario a formato de ida y vuelta, disputando un total de 8 partidos. Con los puntos acumulados en la primera fase más los obtenidos en esta segunda fase se establecerá una clasificación definitiva. Los cuatro primeros clasificados del subgrupo C se clasificarán para disputar el playoff de ascenso a Primera División y la posterior fase de promoción. Si entre los equipos clasificados se encontrase algún equipo filial o dependiente de un equipo de Primera División, lo que le imposibilita para su ascenso, su lugar en la clasificación sería ocupado por el siguiente clasificado.
En el subgrupo D, los últimos clasificados de los subgrupos A y B se medirán a los equipos del subgrupo contrario a formato de ida y vuelta. Debido a la composición impar de los subgrupos, los equipos del subgrupo B que habían jugado menos partidos en la anterior fase tendrán que jugar en estas 10 jornadas un total de 10 partidos, mientras que los del A, que habían disputado más en la anterior fase, jugarán un total de 8 encuentros en 10 jornadas. Los cuatro equipos peor clasificados descenderán a Segunda División B.

#### Ascenso a Primera
Los cuatro mejores clasificados del subgrupo C disputarán el playoff de ascenso a Primera División, exceptuando equipos filiales. El playoff constará de dos eliminatorias. En la primera, se enfrentarán a tres encuentros con un orden de partidos de peor, mejor, mejor, el primer contra el cuarto clasificado y el segundo contra el tercero. Los ganadores de esta eliminatoria al mejor de tres obtendrán el pase a la segunda y final. En la final del playoff, los dos vencedores de la anterior ronda se medirán al mejor de tres partidos con orden de peor, mejor, mejor. El vencedor de esta segunda eliminatoria logrará el ascenso a Primera División, mientras que el perdedor contará con una nueva oportunidad para lograrlo en la fase de promoción.
El equipo perdedor de la final del playoff jugará la fase de promoción ante el equipo clasificado en la posición 15.ª de Primera División. De esta competición que se disputará a tres partidos con un orden de peor, mejor, mejor, el equipo ganador tendrá plaza en Primera División y el equipo perdedor, en Segunda el curso 2021/22.

## Historial
| Temporada         | Primero/s                                                          | Segundo/s                                                   | Ascienden                                                                       |
| División de Plata | División de Plata                                                  | División de Plata                                           | División de Plata                                                               |
| ----------------- | ------------------------------------------------------------------ | ----------------------------------------------------------- | ------------------------------------------------------------------------------- |
| 1993-94           | Vijusa Valencia                                                    | Arinsal Pal La Massana                                      | Vijusa Valencia Arinsal Pal La Massana                                          |
| 1994-95           | Rías Baixas F. S.                                                  | Ceuta Samsung                                               | Rías Baixas F. S. Ceuta Samsung                                                 |
| 1995-96           | Marsanz Torrejón F. S. Universidad CEES-Boadilla                   | Diario de Noticias-Xota Alivic Jaén                         | Marsanz Torrejón F. S. Universidad CEES-Boadilla                                |
| 1996-97           | Alivic Jaén Seat Mortorell Carnicer Fiat Torrejón                  | Ceuta Samsung Medes Sport Zaragoza Candesa Camargo          | Alivic Jaén Seat Mortorell Carnicer Fiat Torrejón                               |
| 1997-98           | Mínguez Sáez Cartagena MRA-Carsal Xota O' Parrulo Indunor          | Comurca Gáldar Moviline Maxon F. S. Móstoles                | Mínguez Sáez Cartagena MRA-Carsal Xota O' Parrulo Indunor                       |
| 1998-99           | F. S. Móstoles Foticos Zaragoza Ourense F. S.                      | García Auto Coslada Moviline Maxon Cefire Burela F. S.      | Cefire Burela F. S. Foticos Zaragoza Ourense F. S.                              |
| 1999-00           | F. S. Móstoles Vijusa Valencia Café Candelas Lugo                  | Jaén Paraíso Interior F. C. Barcelona Comurca Gáldar        | F. S. Móstoles F. C. Barcelona Vijusa Valencia                                  |
| 2000-01           | Atlético Boadilla F. C. Andorra Club F. S. Castro Urdiales         | Levitt Las Rozas Movistar Maxon Colegios Arenas Gáldar      | Atlético Boadilla F. C. Andorra                                                 |
| 2001-02           | Racing de Ceuta Povet.com Benicarló Café Candelas Lugo             | Foticos Zaragoza Levitt Las Rozas Puerto Celeiro A Mariña   | Foticos Zaragoza Puerto Celeiro A Mariña                                        |
| 2002-03           | Gestesa Guadalajara Povet.com Benicarló Club F. S. Castro Urdiales | Levitt Las Rozas R. C. D. Espanyol Autos Lobelle F. S.      | Gestesa Guadalajara Autos Lobelle F. S.                                         |
| 2003-04           | Albacete F. S. Povet.com Benicarló Muebles Caloto                  | Levitt Las Rozas F. C. Barcelona Colegios Arenas Gáldar     | Povet.com Benicarló Muebles Caloto                                              |
| 2004-05           | Albacete F. S. F. C. Barcelona Tien 21 Tres Cantos                 | Colegios Arenas Gáldar G. S. I. Bilbo Burela Pescados Rubén | Albacete F. S. G. S. I. Bilbo                                                   |
| 2005-06           | Gestesa Guadalajara Valencia F. S. Colegios Arenas Gáldar          | Grupo Pinar Córdoba F. C. Barcelona Tien 21 Tres Cantos     | Gestesa Guadalajara F. C. Barcelona                                             |
| 2006-07           | Racing San Vicente Exbasa Bilbo Unión Tres Cantos F.S.             | Ocaña Puertas Uniarte Manacor F. S. Leis Pontevedra F. S.   | Armiñana Valencia Leis Pontevedra F. S.                                         |
| 2007-08           | Fisiomedia Manacor F. S. Unión Tres Cantos F.S.                    | Obras y Estructuras RAM Pinto F. S.                         | Fisiomedia Manacor F. S. Unión Tres Cantos F.S. Marfil Santa Coloma Pinto F. S. |
| 2008-09           | Sala 10 Zaragoza Arcebansa Zamora                                  | U. M. A. Antequera Burela Pescados Rubén                    | Sala 10 Zaragoza Arcebansa Zamora                                               |
| 2009-10           | Talavera F. S. Fisiomedia Manacor                                  | C. D. Burela F. S. Puertollano Restaurante Dacho            | Talavera F. S. Fisiomedia Manacor                                               |
| 2010-11           | C. D. Puertollano                                                  | Ríos Renovables Ribera Navarra                              | C. D. Puertollano Ríos Renovables Ribera Navarra                                |
| Segunda División  |                                                                    |                                                             |                                                                                 |
| 2011-12           | Oxipharma F. S.                                                    | Manzanares F. S.                                            |                                                                                 |
| 2012-13           | Montesinos Jumilla                                                 | Castell Peñíscola-Benicarló                                 | Montesinos Jumilla Castell Peñíscola-Benicarló Fuconsa Jaén                     |
| 2013-14           | Levante UD FS                                                      | Uruguay Tenerife                                            | Levante U. D. -D. M. Uruguay Tenerife                                           |
| 2014-15           | U. M. A. Antequera                                                 | Elche C. F.                                                 | U. M. A. Antequera Brihuega F. S.                                               |
| 2015-16           | ElPozo Ciudad de Murcia                                            | Plásticos Romero Cartagena                                  | Plásticos Romero Cartagena Gran Canaria F. S.                                   |
| 2016-17           | F. C. Barcelona Lassa "B"                                          | Naturpellet Segovia                                         | Naturpellet Segovia O'Parrulo F. S.                                             |
| 2017-18           | ElPozo Ciudad de Murcia                                            | F.S. Valdepeñas                                             | F.S. Valdepeñas U. M. A. Antequera                                              |
| 2018-19           | Burela Pescados Rubén                                              | Real Betis Futsal                                           | Burela Pescados Rubén Córdoba CF Futsal                                         |
| 2019-20           | Real Betis Futsal                                                  | U. M. A. Antequera                                          | Real Betis Futsal U. M. A. Antequera                                            |
| 2020-21           | Noia Portus Apostoli                                               | Manzanares Quesos El Hidalgo                                | Manzanares Quesos El Hidalgo                                                    |
| 2021-22           | Noia Portus Apostoli                                               | Peñíscola F. S.                                             | Noia Portus Apostoli U. M. A. Antequera                                         |
| 2022-23           | Peñíscola F. S.                                                    | Burela Pescados Rubén                                       | Peñíscola F. S. Family Cash Alzira                                              |
| 2023-24           | A. D. Sala 10                                                      | U. M. A. Antequera                                          | A. D. Sala 10 Burela Pescados Rubén                                             |
| 2024-25           | Real Betis Futsal                                                  | Family Cash Alzira                                          | Real Betis Futsal                                                               |